# Najstroži zatvori na svijetu
Najstroži zatvori na svijetu (eng. Inside the World's Toughest Prisons) je dokumentarna serija u produkciji londonske kuće Emporium Productions i dostupna je na Netflixu od 15. kolovoza 2017. Dokumentarac prikazuje život u 27 zatvora diljem svijeta, uglavnom iz perspektive zatvorenika, ali i perspektivu zatvorskih čuvara i drugih koji su u interakciji sa zatvorskim sustavom.
Prvu sezonu vodio je irski novinar Paul Connolly, a izvorno serija je prikazana na britanskom kanalu Channel 5 od 12. travnja 2016. Od druge sezone seriju je naručio Netflix, i od tada ju vodi britanski novinar Raphael Rowe, koji je i sam odslužio 12 godina zatvora za zločin za koji je na kraju oslobođen.
Sedma sezona serije objavljena je 15. rujna 2023.

## Pregled epizoda
| Sezona | Sezona | Epizoda | Premijera          | Finale             |
| ------ | ------ | ------- | ------------------ | ------------------ |
|        | 1.     | 4       | 12. travnja 2016.  | 4. svibnja 2016.   |
|        | 2.     | 4       | 6. srpnja 2018.    | 6. srpnja 2018.    |
|        | 3.     | 4       | 14. prosinca 2018. | 14. prosinca 2018. |
|        | 4.     | 4       | 29. srpnja 2020.   | 29. srpnja 2020.   |
|        | 5.     | 3       | 9. siječnja 2021.  | 9. siječnja 2021.  |
|        | 6.     | 4       | 18. rujna 2022.    | 18. rujna 2022.    |
|        | 7.     | 4       | 15. rujna 2023.    | 15. rujna 2023.    |

| 1. Honduras 2. Poljska 3. Meksiko 4. Filipini | 1. Brazil: Zatvor u rukama bandi 2. Ukrajina: Zatvor usred bojišta 3. Papua Nova Gvineja: Zatvor na rubu kaosa 4. Belize: Zatvor koji je pronašao Boga | 1. Kostarika: Zatvor na rubu raspada 2. Kolumbija: Zatvor narko kartela 3. Rumunjska: Romski zatvor 4. Norveška: Savršen zatvor? | 1. Paragvaj: Najopasniji zatvor na svijetu 2. Njemačka: Rehabilitacijski zatvor 3. Mauricijus: Zatvor ekstremnih kazni 4. Lesoto: Suočavanje sa seksualnim nasiljem |

| 1. Južna Afrika: Zatvor Bande brojeva 2. Filipini: Rat protiv droge u zatvoru 3. Grenland: Zatvor u ledu | 1. Moldavija: Zatvor za osuđenike na doživotnu 2. Cipar: Utopijski zatvor 3. Bosna: Zatvor za mafijaše 4. Grčka: Zatvor za krijumčare ljudima | 1. Finska: Zatvor slobodnog izbora 2. Češka republika: Zatvor kristalnog metha 3. Indonezija: Zatvor s programom odvikavanja od droge 4. Solomonski Otoci: Zatvor Božjih ljudi |

## Vanjske poveznice
- Službena stranica na Netlfixu
- Inside the World's Toughest Prisons u internetskoj bazi filmova IMDb-a